# Piotr Polmański
Piotr Marek Polmański (ur. 18 sierpnia 1954 w Lidzbarku) – polski polityk, poseł na Sejm X, I i II kadencji.

## Życiorys
W 1975 ukończył Policealne Studium Ekonomiczne. Do 1989 pracował w Okręgowym Przedsiębiorstwie Energetyki Cieplnej w Bytomiu i Kopalni Węgla Kamiennego Andaluzja w Piekarach Śląskich. W 1980 był wśród organizatorów strajku w tej kopalni, wstąpił do „Solidarności”. 17 grudnia 1981 za ponowną organizację strajku został skazany na karę 3 miesięcy pozbawienia wolności. Po zwolnieniu współpracował z opozycją antykomunistyczną, wydawał podziemne pismo „Nasze sprawy”.
W 1989 uczestniczył w obradach Okrągłego Stołu w podzespole ds. górnictwa. W 1989 został posłem na Sejm kontraktowy z ramienia Komitetu Obywatelskiego z okręgu bytomskiego, w 1991 ponownie wybrano go na posła z ramienia Unii Demokratycznej w okręgu katowickim. W 1993 bez powodzenia ubiegał się o reelekcję, w 1994 po połączeniu UD z Kongresem Liberalno-Demokratycznym został członkiem Unii Wolności. W listopadzie tego samego roku objął mandat poselski w miejsce zmarłej Marii Trzcińskiej-Fajfrowskiej. Później przeszedł od Stronnictwa Konserwatywno-Ludowego, w 1997 bez powodzenia kandydował do parlamentu z listy Akcji Wyborczej Solidarność.
Pracował następnie w różnych przedsiębiorstwach, od 2004 zatrudniony w Spółce Mieszkaniowej „Kleofas” w Katowicach. W 2003 przystąpił do Platformy Obywatelskiej.

## Odznaczenia
W 2011 prezydent Bronisław Komorowski, za wybitne zasługi w działalności na rzecz przemian demokratycznych w Polsce, odznaczył Piotra Polmańskiego, a także jego zaangażowanych w działalność opozycyjną braci, Eugeniusza i Leszka, Krzyżem Oficerskim Orderu Odrodzenia Polski. W 2015 otrzymał Krzyż Wolności i Solidarności.